# くじら座YZ星
| 太陽 | くじら座YZ星 |
| ---- | ------------ |
| 太陽 | Exoplanet    |

くじら座YZ星（英語: YZ Ceti）は、太陽系からくじら座の方向に約12光年離れたところに位置する赤色矮星である。質量は太陽の13%ほどで、非常に暗いため肉眼では確認できない。この恒星はくじら座UV型の変光星（閃光星）である。
この恒星はくじら座τ星に近く、両者は1.6光年しか離れていない。これは太陽とケンタウルス座α星の距離の3分の1未満である。

## 惑星系
2017年8月に、ドップラー分光法によるくじら座YZ星の視線速度観測から、くじら座YZ星の周りを公転する3つの太陽系外惑星の発見が公表された。下限質量はいずれも地球に近く、公転周期は5日以内となっている。最も内側のくじら座YZ星bとその外側のくじら座YZ星cは、2:3の軌道共鳴の関係にある可能性がある。また、これらとは別に公転周期1.04日の、質量が地球の0.472倍である第4の惑星が存在する可能性も指摘された。
その翌年の2018年に公表された研究で、くじら座YZ星cの公転周期が従来考えられていた約3.06日ではなく、くじら座YZ星bよりも短い約0.75日であったと発表された。これを受けて惑星の下限質量も地球の0.58倍に改められた。しかし、2020年に公表された研究でこの約0.75日という公転周期は観測間隔の影響で表れた偽の周期性 (Alias) であると判明し、真の公転周期は従来通りの約3.06日であると結論付けられた。またこの研究では、2017年の研究で存在する可能性が主張されていた第4の惑星の存在を示す証拠は得られなかったと発表された。
2023年、アメリカのニューメキシコ州にあるカール・ジャンスキー超大型干渉電波望遠鏡群で2019年11月30日から2020年2月29日までに行われた5回の観測期間の間に、くじら座YZ星bから発せられたとみられる周期的な電波放射を検出したとする研究結果が発表された。確認された電波強度から、この電波放射は恒星から放射されたプラズマが周期的に周囲を公転している惑星の磁場と接触する際に発生しているとみられ、電波放射の周期は最も内側を公転しているくじら座YZ星bとほぼ同期している。この観測結果から、くじら座YZ星bと主星であるくじら座YZ星の間には磁気的な相互作用が存在する可能性があり、断定するにはこれからさらに詳細な観測が必要となるが、正式に確認されれば地球サイズの太陽系外惑星としては初めて磁場を持つことが確認された事例となる。
| 名称 （恒星に近い順） | 質量                | 軌道長半径 （天文単位）  | 公転周期 (日)            | 軌道離心率      | 軌道傾斜角 | 半径 |
| --------------------- | ------------------- | ------------------------ | ------------------------ | --------------- | ---------- | ---- |
| b                     | ≥0.70+0.09 −0.08 M⊕ | 0.01634+0.00035 −0.00041 | 2.02087+0.00007 −0.00009 | 0.06+0.06 −0.04 | —          | —    |
| c                     | ≥1.14+0.11 −0.10 M⊕ | 0.02156+0.00046 −0.00054 | 3.05989 ± 0.00010        | 0               | —          | —    |
| d                     | ≥1.09 ± 0.12 M⊕     | 0.02851+0.00061 −0.00071 | 4.65626+0.00028 −0.00029 | 0.07+0.04 −0.05 | —          | —    |